# 颱風艾里
颱風艾里（英語：Typhoon Eli，PAGASA：Typhoon Konsing）為1992年太平洋颱風季的熱帶氣旋之一。

## 影響

### 英屬香港
當地懸掛最高風球信號： 三號強風信號
天文台於7月11日晚上8時30分懸掛一號戒備信號，當時艾里集結於香港之東南約760公里。初時吹微風，但偏東風逐漸增強。天文台翌日早上10時正改掛三號強風信號，當時高蓮位集結在香港以南約580公里。隨着艾移靠近，與其外圍雨帶相關的狂風驟雨於7月12日下午開始影響香港。維多利亞港風勢清勁，離岸及高地吹強風。艾里於7月13日早上5時左右最接近香港，當時位於香港之西南約480公里。天文台總部於前一小時錄得最低瞬時海平面氣壓1008.9百帕斯卡。隨着艾里繼續向西北偏西移離香港，所有信號於7月13日早上9時45分除下，當時艾里位於香港之西南約520公里。天氣仍然多雲，有驟雨。風力於黃昏逐漸減弱。隨着艾里於越南登陸及消散，驟雨於7月14日減少。
| 長洲 · 52 km/h赤鱲角 · 無數據青衣 · 31 km/h啟德 · 40 km/h西貢 · 無數據沙田 · 19 km/h流浮山 · 31 km/h打鼓嶺 · 20 km/h 天文台測風網絡8個參考自動氣象站錄得之最高每小時平均風速。圖例： · 代表沒有數據（共2個氣象站） · 代表錄得強風以下風速（共5個氣象站） · 代表錄得強風（共1個氣象站） · 備註：此圖假設天文台已引入8個指定自動氣象站作指標。 |